# Snappertuna

Wappen von Snappertuna

Snappertuna ist ein Ort und eine ehemalige Gemeinde in der finnischen Landschaft Uusimaa. Heute gehört Snappertuna verwaltungsmäßig zur Stadt Raseborg. 

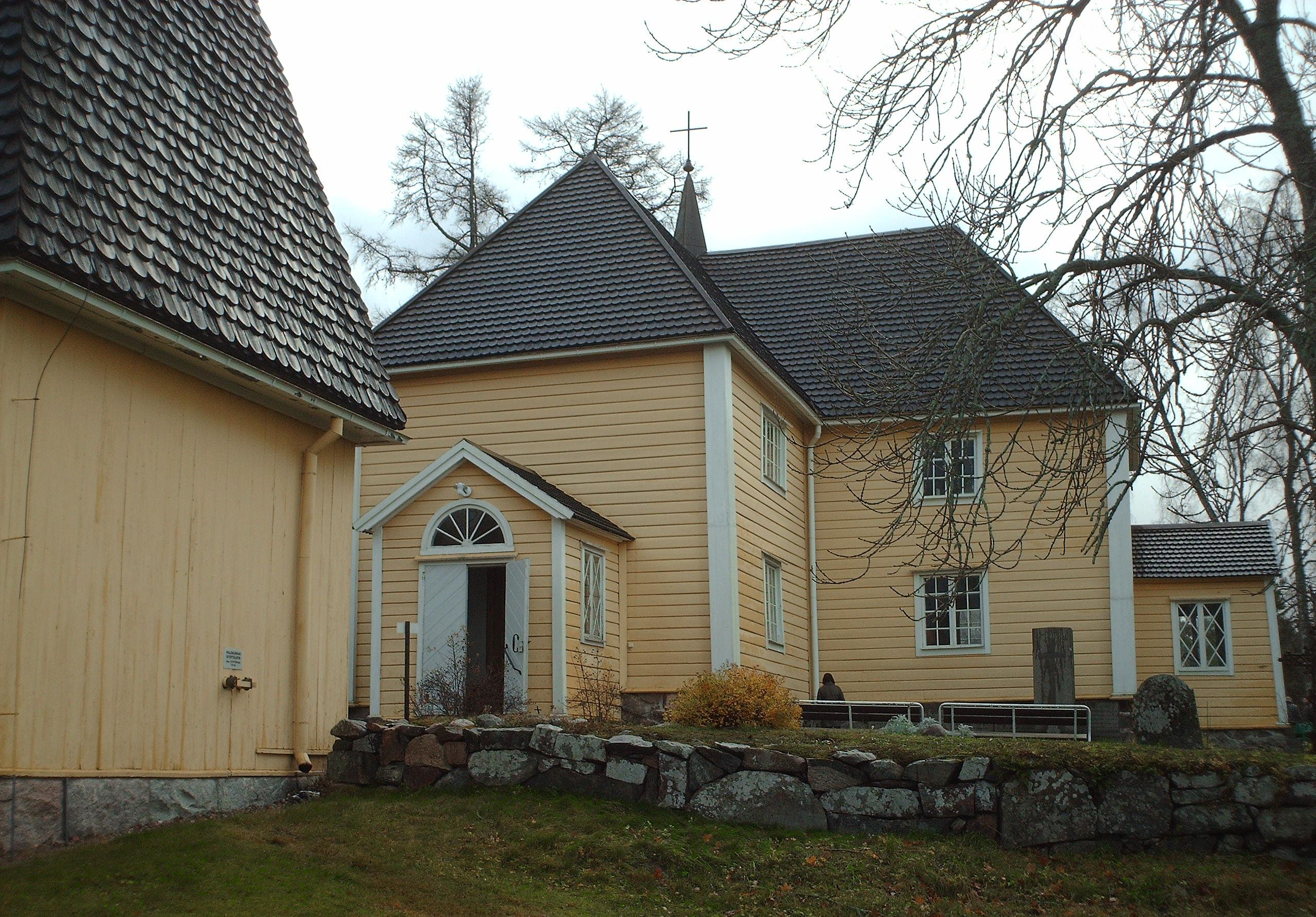
Die Kirche von Snappertuna

Snappertuna liegt am Fluss Snappertunaån rund 15 Kilometer nordöstlich des Zentrums von Ekenäs. Im Ort befindet sich eine Holzkirche aus dem Jahr 1689. Die mittelalterliche Burg Raseborg liegt unweit von Snappertuna. Der Flusslauf des Snappertunaån gehört zusammen mit dem Gutshof Fagervik in der Nachbargemeinde Ingå offiziell zu den 27 Nationallandschaften Finnlands.
Die Gemeinde Snappertuna wurde 1915 durch Loslösung aus der Gemeinde Karis gebildet. Sie hatte eine Fläche von 172 Quadratkilometern und umfasste neben dem gleichnamigen Hauptort mehrere Dörfer des ländlichen Umlands. Die Einwohnerzahl betrug zuletzt knapp 1400. 1977 wurde die Gemeinde Snappertuna aufgelöst. Ein Großteil des Gebietes wurde zusammen mit der Landgemeinde Ekenäs in die Stadt Ekenäs eingemeindet, ein kleinerer Teil kam an Karis. Ekenäs und Karis vereinigten sich wiederum 2009 zusammen mit der Gemeinde Pohja zur Stadt Raseborg.
Koordinaten: 60° 0′ N, 23° 39′ O